# Pes a jeho blog
Pes a jeho blog (v anglickém originále Dog with a Blog) je americký komediální televizní seriál, jehož první díl měl v USA premiéru 12. října 2012 (v Česku 13. dubna 2013). Hlavní role dostali Genevieve Hannelius, Blake Michael, Francesca Capaldi, Stephen Full, Regan Burns a Beth Littleford. Disney Channel oznámil 4. února 2013, že byla objednána druhá řada tohoto seriálu. Dne 5. února 2014 bylo oznámeno, že byl seriál vrácen pro třetí řady tohoto seriálu.

## Děj
Avery Jeggins (G. Hannelius) a Tyler James (Blake Michael) jsou nevlastní sourozenci, kteří si přivedou domů psa Stana. Ten omylem na ně promluví. Proto se rozhodnou to ponechat v tajnosti, aby psa neodvezli na experimenty.

## Postavy

### Hlavní
- Genevieve Hannelius jako Avery Jeggins
- Blake Michael jako Tyler James
- Francesca Capaldi jako Chloe James
- Kuma a Mick jako Stan (hlas Stana V USA Stephen Full)
- Regan Burns jako Bennett James
- Beth Littleford jako Ellen Jennings

### Vedlejší
- Kayla Maisonet jako Lindsay
- Denyse Tontz jako Nikki Ortiz
- L.J. Benet jako Karl Fink

## Vysílání
| Řada | Díly | Premiéra v USA | Premiéra v USA | Premiéra v ČR  | Premiéra v ČR     | Premiéra v ČR (ČT :D) | Premiéra v ČR (ČT :D) |
| Řada | Díly | První díl      | Poslední díl   | První díl      | Poslední díl      | První díl             | Poslední díl          |
| ---- | ---- | -------------- | -------------- | -------------- | ----------------- | --------------------- | --------------------- |
| 1    | 22   | 12. října 2012 | 25. srpna 2013 | 13. dubna 2013 | 28. prosince 2013 | 4. října 2017         | 2. listopadu 2017     |
| 2    | 24   | 20. září 2013  | 12. září 2014  | 11. ledna 2014 | 25. ledna 2015    | 3. listopadu 2017     | 6. prosince 2017      |
| 3    | 24   | 26. září 2014  | 25. září 2015  | 18. dubna 2015 | 22. května 2016   | 7. prosince 2017      | 10. ledna 2018        |